# Buky (Bila Zerkwa)
Buky (ukrainisch Буки; russisch Буки Buki, polnisch Buki) ist ein Dorf im Westen der ukrainischen Oblast Kiew mit etwa 600 Einwohnern (2001).

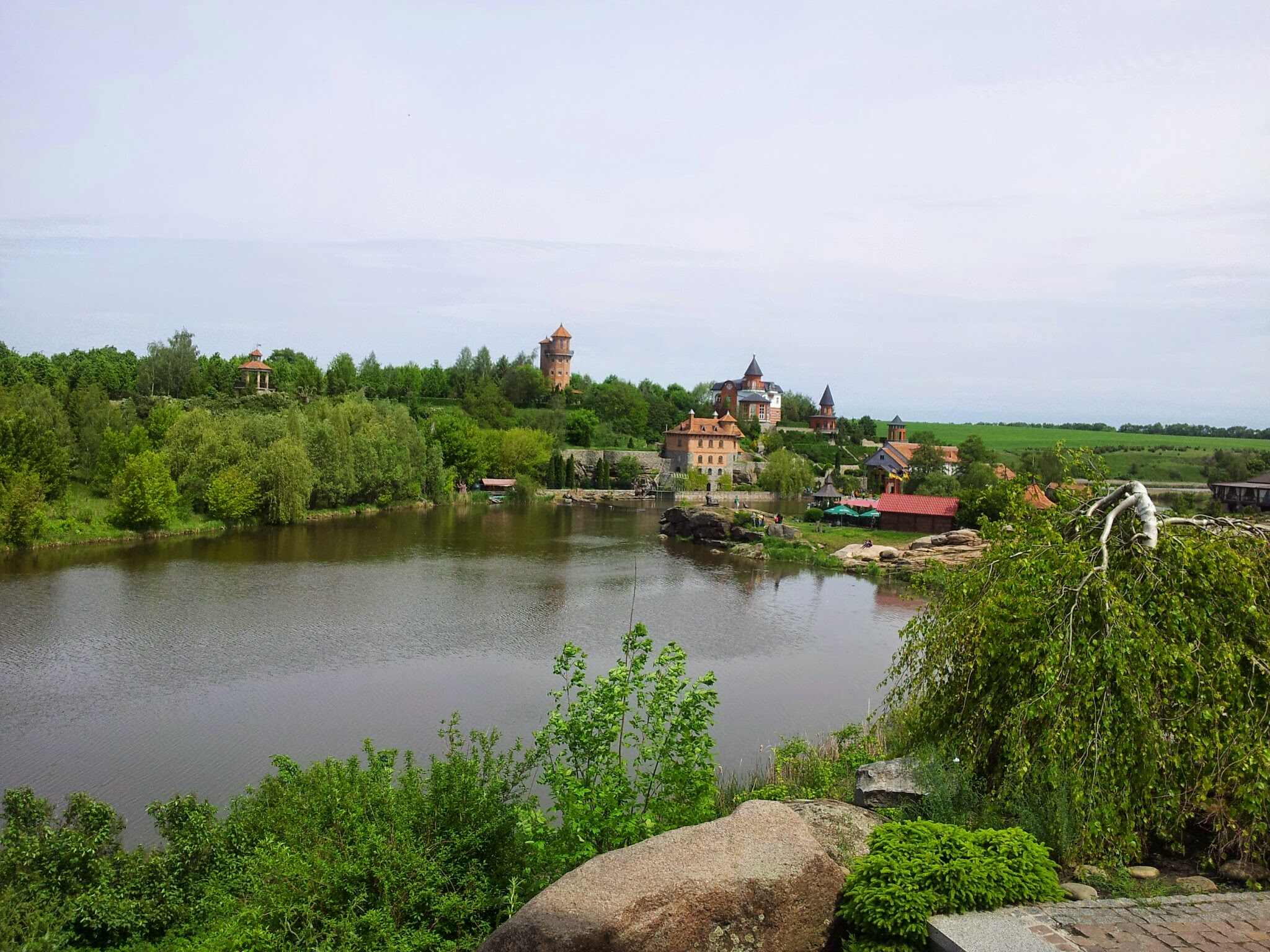
Buky, 2014

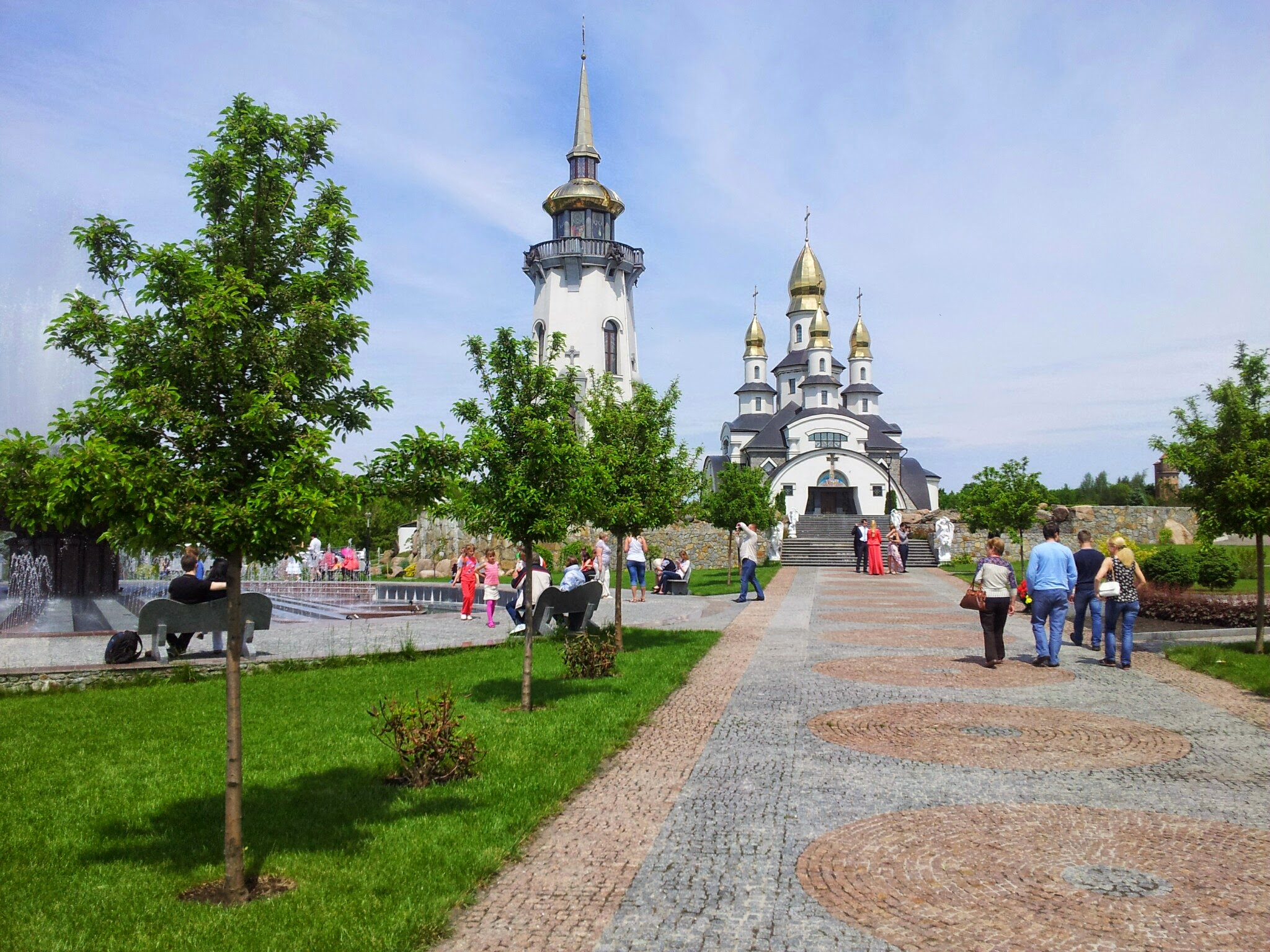
Landschaftspark 2014

Bei dem erstmals 1622 schriftlich erwähnten Dorf fanden sich Siedlungsreste sowie eine Begräbnisstätte aus der Zeit der Kiewer Rus.
Die Ortschaft liegt am Ufer der Rostawyzja, einem 116 km langen, linken Nebenfluss des Ros, 13 km nördlich vom ehemaligen Rajonzentrum Skwyra und 105 km südwestlich vom Oblastzentrum Kiew. Flussabwärts grenzt das Dorf Tschubynzi an die Ortschaft.
Buki besitzt einen 3 ha großen, sehenswerten Landschaftspark mit Türmen, Brücken am Ufer der Rostawyzja, Brunnen und Wasserfällen sowie einem kleinen Zoo.
Am 12. Juni 2020 wurde das Dorf ein Teil der neugegründeten Stadtgemeinde Skwyra, bis dahin bildete es die gleichnamige Landratsgemeinde Buky (Буківська сільська рада/Bukiwska silska rada) im Nordwesten des Rajons Skwyra.
Am 17. Juli 2020 kam es im Zuge einer großen Rajonsreform zum Anschluss des Rajonsgebietes an den Rajon Bila Zerkwa.